# Лобсан Чамзы
Лобсан-Чамзы или Лубсанчжанцу (1857—1930) — один из высших буддийских иерархов в Туве в начале XX века, хамбо-лама Верхнечаданского хурэ, Пандито (Бандидо) хамбо-лама Урянхайского края (1919).
Был старшим братом нойона Хайдуба и таким образом приходился дядей усыновлённому его братом Буяну-Бадыргы, будущему основателю тувинской государственности. Отправлен для получения духовного образования сначала в Монголию, затем на Тибет. Служил настоятелем Верхнечаданского хурэ.
В 1913 году стал инициатором интеграции Урянхая в политическое пространство Российской империи. 28 сентября 1913 года он направил чиновнику для особых поручений при Иркутском генерал-губернаторе, заведующему пограничными делами Усинского округа А. П. Церерину прошение о принятии жителей долины Хемчика под защиту России. В этом письме он также просил разрешить послать в Санкт-Петербург делегацию жителей Хемчика для «поклонения и выражения чувства благодарности великому и благословенному Государю Императору». Вскоре после отправки этого письма с аналогичными прошениями о покровительстве к Иркутскому генерал-губернатору Л. М. Князеву обратились главы хемчикских Даа-хошуна и Бээзи-хошуна. В прошении гунн-нойона Буян-Бадырги содержалась просьба сохранить «немногие особенности нашего быта, которые изложены в отдельном списке», в их числе, конечно, был назван ламаизм.
В июне 1917 года Лобсан-Чамзы оставался лидером меньшинства тувинской элиты, продолжавшей ориентироваться на Россию вопреки свержению царя. Предполагают, что именно авторитет этого клирика предопределил сохранение протектората.
Интерес к становлению автономии буддийской сангхи Урянхая Российская власть проявила ещё до февральской революции. Это объяснялось тем, что буддистские институты Урянхайского края всё ещё продолжали находиться в подчинении монгольскому Богдо-гэгэну. В 1916 году идея «автономии ламаисткого духовенства Урянхая» обсуждалась на уровне администрации Восточной Сибири. Однако поддержки в Петрограде это предложение не нашло. В начале 1917 года министр иностранных дел писал в Иркутск «Я принужден, однако, откровенно высказать Вашему Высокопревосходительству мои сомнения относительно возможности достигнуть этого результата таким административным приёмом, как учреждение русской властью при Урянхайском крае должности Бандидо-Хамбо с правами Ширетуя».
Осенью 1917 года к этой идее вернулся уполномоченный комиссар Временного правительства России по делам Урянхайского края А. А. Турчанинов, отталкиваясь от бурятской модели, санкционировал появление у тувинцев должности Пандито-хамбо-ламы. Задача этого нововведения была в консолидации тувинцев вокруг хамбо-ламы Лобсана Чамзы, известного своей лояльностью по отношению к России. Однако в 1917 году такое назначение не состоялось.
После укрепления в Сибири власти адмирала Колчака Лобсан-Чамзы, вместе с камбо-ламой Тактаном и нойонами Буяном-Бадыргы и Чымбой обратились к Турчанинову с предложением направить делегацию тувинцев в Омск к Верховному правителю России. Лобсан-Чамзы представил Колчаку свою программу преобразований в Туве. Его план реформы буддийской церкви, включал установление её автономии и введение должности «Бандидо Хамбо Ламы». Главное управление по делам вероисповеданий выработало «Временная инструкция по управлению делами буддо-ламаистов Урянхайского края». Однако Омское правительство не приняло предложение Лобсан-Чамзы передачи статуса светского правителя Урянхайскогого края бандидо-хамбо-ламе, подобно тому как это было сделано в Внешней Монголии. 13 июня 1919 года Указом Верховного правителя России Лобсан-Чамзы был утверждён Бандидо-хамбо-ламой Урянхайского края.
2 июля 1919 года тувинская делегация встретилась с министрами Омского правительства. Затем А. В. Колчак принял Лобсана-Чамзы. Его наградили орденом «Святой Анны» второй степени, ему были также подарены автомобиль и моторная лодка. На развитие буддийской религии в Урянхайском крае было выделено или только обещано 20 тысяч рублей серебряной монетой.
Но победа красных 29 августа 1919 года в бою с колчаковцами под Белоцарском  не позволила Лобсану-Чамзы вернуться в Туву. Он был вынужден уехать в Бурятию, где жил в течение года в Хурен-дацане, затем ещё год он провёл в одном из дархатских монастырей в Монголии.
Он вернулся  в Туву в начале 1920-х годов.
В 1930 году был расстрелян по обвинению в связи с колчаковским правительством.

## В искусстве
- В советском фильме «Кочующий фронт» режиссёра Бараса Халзанова роль Лопсана Чамза сыграл Нурмухан Жантурин.